# Uclés
Uclés é um município da Espanha na província de Cuenca, comunidade autónoma de Castilla-La Mancha, de área 65 km² com população de 257 habitantes (2007) e densidade populacional de 4,45 hab/km².
O rei Afonso VIII de Castela, em 1174, cedeu-lhes este sítio à Ordem de Santiago que se tornou nessa altura sua a principal sede – donde, a designação usada nos primeiros tempos também como Ordem de Uclés.

## Demografia
| Variação demográfica do município entre 1991 e 2004 | Variação demográfica do município entre 1991 e 2004 | Variação demográfica do município entre 1991 e 2004 | Variação demográfica do município entre 1991 e 2004 |
| --------------------------------------------------- | --------------------------------------------------- | --------------------------------------------------- | --------------------------------------------------- |
| 1991                                                | 1996                                                | 2001                                                | 2004                                                |
| 305                                                 | 300                                                 | 299                                                 | 287                                                 |